# Humphrey (Arkansas)
Humphrey es una ciudad situada en los condados de Arkansas y Jefferson, Arkansas, Estados Unidos. Para el censo de 2000 la población era de 806 habitantes. Es parte del área metropolitana de Pine Bluff.

## Geografía
Humphrey se localiza a 34°25′22″N 91°42′22″O / 34.42278, -91.70611. De acuerdo a la Oficina del Censo de los Estados Unidos, la ciudad tiene un área total de 3,5 km², de los cuales el 100% es tierra.

## Demografía
Según el censo de 2000, había 806 personas, 319 hogares y 209 familias en la ciudad. La densidad de población era 230,3 hab/km². Había 365 viviendas para una densidad promedio de 103,6 por kilómetro cuadrado. De la población el 57,82% eran blancos, el 40,45% afroamericanos, el 1,20% amerindios, el 1,00% de otras razas y el 1,49% mestizos. El 0,87% de la población eran hispanos o latinos de cualquier raza.
Se contaron 319 hogares, de los cuales el 34,8% tenían niños menores de 18 años, el 46,1% eran parejas casadas viviendo juntos, el 16,0% tenían una mujer como cabeza del hogar sin marido presente y el 34,2% eran hogares no familiares. El 31,7% de los hogares estaban formados por un solo miembro y el 13,5% tenían a un mayor de 65 años viviendo solo. La cantidad de miembros promedio por hogar era de 2,53 y el tamaño promedio de familia era de 3,20 miembros.
En la ciudad la población estaba distribuida en: 30,5% menores de 18 años, 7,7% entre 18 y 24, 26,1% entre 25 y 44, 22,2% entre 45 y 64 y 13,5% tenían 65 o más años. La edad media fue 36 años. Por cada 100 mujeres había 84,9 varones. Por cada 100 mujeres mayores de 18 años había 81,2 varones.
El ingreso medio para un hogar en la ciudad fue de $25.880 y el ingreso medio para una familia $33.824. Los hombres tuvieron un ingreso promedio de $25.163 contra $23.472 de las mujeres. El ingreso per cápita de la ciudad fue de $12.517. Cerca de 23,7% de las familias y 22,9% de la población estaban por debajo de la línea de pobreza, 27,9% de los cuales eran menores de 18 años y 21,4% mayores de 65.